# Niobide des Horti Sallustiani
La Niobide des Horti Sallustiani ou Niobide blessée est une sculpture romaine en marbre (h. 149 cm) datant du Ve siècle av. J.-C. Elle est conservée au Musée national romain dans le Palais Massimo des Thermes à Rome. 

## Histoire et description
La statue a été trouvée dans les jardins de Salluste (Horti Sallustiani) lors des fouilles de 1906, dans un cubiculum à 11 mètres sous le sol[réf. incomplète], peut-être cachée pour la protéger de la fureur destructrice des Barbares lors des invasions du Ve siècle av. J.-C.
Elle représente l'une des filles de Niobé en train de tomber à terre, après avoir été blessée par une flèche coincée entre ses omoplates, qu'elle tente en vain d'extraire. Le mythe raconte qu'Apollon ou Artémis avaient tiré la flèche pour venger leur mère, Léto. Elle était en colère contre l'insulte qu'elle avait reçue de Niobé qui, fièrement, s'était moqué d'elle parce qu'elle n'avait que deux enfants, se vantant de sa propre fertilité et de ses douze enfants. Sur ordre de Léto toutes ses filles, les Niobides, furent tuées par Apollon et Artémis. 
L'œuvre est originale et attribuable au Ve siècle av. J.-C. car elle est similaire aux figures du fronton du temple d'Apollon d'Érétrie, transférées à Rome sur ordre d'Auguste dont, presque certainement, proviennent également la Niobide mourante et la Niobide courant de la Ny Carlsberg Glyptotek de Copenhague. 
Cependant, elle n'est pas comparable à la Niobé du musée des Offices, copie d'un original hellénistique trouvé à Rome en 1582 dans le jardin de la Villa Médicis et, de là, apporté aux Offices.
La Niobide des Horti Sallustiani serait donc l'une des nombreuses œuvres apportées à Rome de Grèce comme butin de guerre, qui jouèrent un grand rôle dans l'évolution du goût et du style de la production artistique romaine.

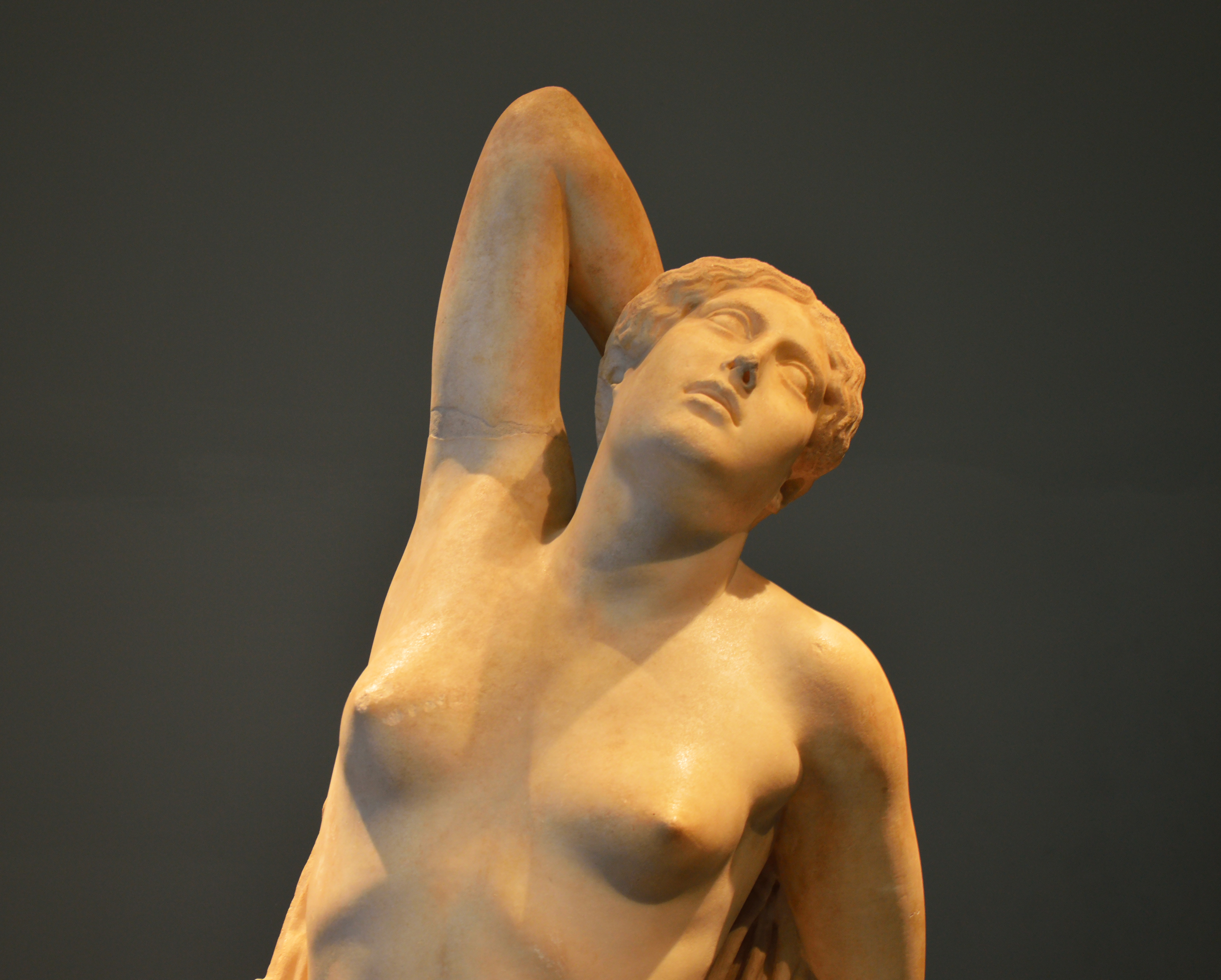
Détails de la Niobide.

## Découverte
La statue a été trouvée via Sallustio à Rome, lors de fouilles sur un terrain à bâtir acheté par la Banca Commerciale Italiana : lorsque la Banque en a pris possession, « l'ouvrier Francesco Di Carlo, qui avait trouvé la sculpture, a dénoncé qu'avait été organisé son transfert en Allemagne. Le magistrat Del Giudice, chargé du dossier, a prononcé un ordre de saisie et a nommé le maire de Rome, Ernesto Nathan, comme séquestre judiciaire ».
Lorsque les soupçons de l'employé se sont avérés fondés, la Niobide étant bloquée à la gare de Milan, la polémique de la campagne de « presse amicale » de la Banque a éclaté : on a insinué que la saisie avait été ordonnée par un juge sudiste et régionaliste pour offenser les bienséances de la « capitale lombarde » et semer la zizanie avec Rome. Il y a eu une polémique sur l'implication de Nathan « qui, alors qu'il se rendait à Milan pour prendre livraison de la statue, a été reçu par une foule hostile qui l'a hué et lui a lancé des boules de neige ». Mais le Conseil municipal de Rome a approuvé la manière dont l'opération a été menée. Le juge Del Giudice a eu la satisfaction d'avoir empêché, en ordonnant la saisie de la Niobide, « le transfert clandestin de l'Italie vers l'Allemagne d'une œuvre d'art de valeur ».